# Ara (Izrael)
Ara (hebr. עארה; arab. عاره; oficjalna pisownia w ang. Ara) - była to arabska wieś położona w dystrykcie Hajfa, w Izraelu. W 1985 została przyłączona jako dzielnica do miejscowości Arara.

## Położenie
Dzielnica leży na południowym zboczu grzbietu górskiego w wadi Ara, którego dnem płynie rzeka Iron. W jej otoczeniu znajduje się miejscowość Kafr Kara oraz wioska Mu'awija. Na północ od dzielnicy znajduje się baza wojskowa Sił Obronnych Izraela - jest to baza treningowa Regavim.

## Historia
W 1596 w wiosce Ara znajdowały się dwa muzułmańskie gospodarstwa rolne, których mieszkańcy utrzymywali się z upraw pszenicy, jęczmienia, winorośli oraz hodowli kóz i uli.
W okresie panowania Brytyjczyków Ara była średniej wielkości wioską. W 1931 posiadała 115 domów i 673 mieszkańców. Podczas I wojny izraelsko-arabskiej w maju 1948 wioskę zajęły wojska irackie, które razem z arabskimi milicjami utrzymały ją do końca wojny. Na początku 1949 na wyspie Rodos odbyły się izraelsko-jordańskie negocjacje pokojowe, w trakcie których król Abdullah I zgodził się na oddanie bez walki obszaru wioski Ara państwu Izrael.
W 1985 wieś została przyłączona jako dzielnica do miejscowości Arara.

## Edukacja i kultura
W dzielnicy znajdują się dwie szkoły podstawowe. W północnej części dzielnicy znajduje się aquapark.

## Transport
Z wioski wyjeżdża się na południe na drogę ekspresową nr 65, którą jadąc na południowy zachód dojeżdża się do miejscowości Kafr Kara, lub jadąc na północny wschód dojeżdża się do miasta Umm al-Fahm. Drogą nr 6524 prowadzącą na południowy wschód dojeżdża się do centrum miejscowości Arara.